# Paolo Maldini
Paolo Cesare Maldini (* 26. června 1968 Milán, Itálie) je sportovní manažer a bývalý italský fotbalový obránce. S reprezentací se stal vicemistrem světa v roce 1994 a vicemistrem Evropy v roce 2000.
Byl to jeden z nejlepších fotbalových obránců v historii. Během své kariéry, která trvala 25 let, hrál jen za jediný klub: AC Milán. Vyhrál celkem 26 trofejí: 7 titulů, 1 domácí pohár, 5 domácích superpohárů, 5 LM + PMEZ (8 odehraných finále), 5 evropských superpohárů, 2 interkontinentální poháry a 1 Mistrovství světa klubů. Se spoluhráči Tassottim a Baresim a Costacurtou, byli jednou z nejlepších obranných linií v historii fotbalu, což umožnilo klubu AC Milán vytvořit absolutní rekord v po sobě jdoucích zápasech bez porážky (58 zápasů - od 26. 5. 1991 do 14. 3. 1993).
Od roku 1988 do roku 2002 hrál za národní tým Itálie, jehož byl osm let kapitánem. Zúčastnil se čtyř turnajů MS (1990, 1994, 1998 s 2002) a tří turnajů ME (1988, 1996 a 2000). V reprezentaci vytvořil rekord v odehraných utkání i v odehraných utkání jako kapitán. Oba rekordy už byly překonány 2010.
Od roku 2005 až do roku 2020 držel rekord s největším počtem utkání v Italské lize. V soutěžích UEFA je se 174 utkání čtvrtý (první mezi Italy). Je také hráčem, který má nejvíce utkání v dresu Rossoneri (902). V individuálních anketách byl nejlépe na 3. místě (Zlatý míč 1994 a Zlatý míč 2003). V roce 2002 byl zařazen do FIFA World Cup Dream Team (výběr složený z nejlepších jedenácti hráčů v historii MS) a v roce 2004 zařazen do FIFA 100 (seznam 125 nejlepších hráčů sestavený u příležitosti stého výročí FIFA). V roce 2020 je zařazen do týmu Zlatý míč - nejlepší tým.
Jeho otec, Cesare Maldini, patří k nejznámějším italským fotbalovým reprezentantům všech dob.

## Klubová kariéra

### Éra Sacchiho
Jeho kariéra začala růst s příchodem trenéra Sacchiho. V sezoně 1987/88 vyhrál první titul, v příští sezoně získal vítězství v poháru PMEZ 1988/89 když porazil 24. května 1989 Steaua Bukurešť (4:0). Toto byli jeho první úspěchy Sacchiho týmu, který bude po letech definován jako „nejsilnější klub všech dob“ časopisem World Soccer. Paolo je nejmladší hráč z obrany, kterou tvoří společně s Baresim, Tassottim, Gallim a Costacurtou.
V roce 1988 AC Milán vyhrál první ročník o italský superpohár, pak díky vítězství v poháru PMEZ zahájil sezónu 1989/90 vítězně ve dvojutkání o Evropský superpohár a pak i v utkání o Interkontinentální pohár. Sezonu zakončil obhajobou poháru PMEZ když ve finále porazil Benfiku (1:0). V následující sezoně 1990/91 Rossoneri obhájil Evropský superpohár tak i v utkání o Interkontinentální pohár. V poháru PMEZ se Rossoneri utkali již ve čtvrtfinále s francouzským klubem Olympique Marseille. První utkání doma skončilo 1:1. Při venkovním utkání se za stavu 1:0 pro Marseille v 88 minutě vypla všechna světla na stadionu a po odmítnutí pokračovat v zápase byl klub diskvalifikován na jeden rok z evropských soutěží. Po sezoně končí trenér Arrigo Sacchi a je nahrazen Capellem.

### Éra Capella
I když je vyměněn trenér, Paola to nezasáhlo. Byl stále nejdůležitějším členem týmu a pomohl tak k vítězství v lize. V následující sezoně AC Milán ihned vyhrál italský superpohár a pak se podařila i obhajoba v lize. V LM 1992/93 dokráčel do finále kde Rossoneri prohráli s francouzským klubem Olympique Marseille (0:1). V této sezóně vstřelil Paolo svůj první evropský gól, bylo to 21. října 1992 proti Slovanu Bratislava (1:0).
Sezóna 1993/94 byla vítězná. Opět se vyhrál italský superpohár, tak i liga, třetí v řadě. Dne 18. května 1994 se koná finále LM 1993/94 proti Barceloně. Při absenci středních obránců Baresiho a Costacurty je trenér nucen nasadit Paola do středu obrany, ve dvojici s Gallim. Utkání skončilo výhrou 4:0. Na konci sezóny získal v roce 1994 od časopisu World Soccer titul „hráč roku“ a v anketě o zlatý míč je na třetím místě (první z obránců). V dalších dvou sezonách se podaří získat italský superpohár 1994 a titul v sezoně 1995/96. V LM 1994/95 se dostává do finále, ale Rossoneri prohrávají s Ajaxem (0:1).

### Roky přechodu
Po mistrovské sezoně se rozloučil trenér Capello a nahradil jej Uruguayec Tabarez. Sezona začala prohrou s Fiorentinou o italský superpohár. Kvůli špatným výsledkům nový trenér vydržel do prosince. Ale i náhradní trenér Sacchi už nezlepšil pozici v tabulce a nakonec Rossoneri skončili na 11. místě v lize. Nová sezona, nový trenér. Klub přišel zachránit Capello. Po konci kariéry Baresiho se Paolo stává novým kapitánem. Paolo hraje většinou ve středu obrany a tak mizernou sezonu zakončil klub na 10. místě.
V následující sezoně 1998/99 se pod vedením trenéra Zaccheroniho hra týmu zlepšila a získali titul. Paolo jej oslavil jako první v roli kapitána. První zápas v sezony 1999/00 byl souboj s Parmou o italský superpohár. Utkání skončilo prohrou 1:2. Sezona byla zakončena 3. místem v lize a v LM vypadli již v základní skupině.

### Éra Ancelottiho
Po neúspěšném startu v sezoně 2001/02 skončil trenér Terim a místo něj byl dosazen Ancelotti. Právě tenhle trenér a nový hráč do obrany Nesta byli pro Paola velkým přínosem. Sezona 2002/03 byla vítězná. V lize tým Rossoneri sice skončil na 3. místě, ale v LM přes předkolo se dostal až do finále, kde porazil Juventus FC. Bylo to přesně 40 let poté, co jeho otec Cesare zvedal nad hlavu pohár pro vítěze PMEZ. Po tomhle vítězství přišlo ještě vítězství ve finále v italském poháru. V sezóně 2003/04 vyhrál AC Milán své 17. Scudetto a v dubnu 2004 byl Paolo na 10. místě v online anketě 'Golden Jubilee Poll, oslavující nejlepší evropské hráče za posledních padesát let.
V následující sezoně 2004/05 vyhrál AC Milán italský superpohár a v LM se dostal do finále proti Liverpoolu. Do utkání nastoupil s rekordem v počtu odehraným finálových utkání (7). V 1. minutě utkání otevřel Paolo skóre zápasu (po 11 letech vstřelil branku v evropských pohárech), dává nejrychlejší gól ve finále Ligy mistrů a stává se nejstarším střelcem, který skóroval ve finále této soutěže. Poločas vyhráli 3:0, ale v druhé polovině Liverpool FC dotáhl ztrátu a museli rozhodnout penalty. Tady byl úspěšnější soupeř.
Dne 25. září 2005 překonal rekord ligy v počtu utkání (571). Další úspěch byl v sezoně 2006/07. Ve finále LM se podařilo odčinit dva roky starou prohru. Liverpool FC porazil 2:1 a Paolo tak získal již páté vítězství v soutěži a stal se tak společně s Gentou jedinými hráči, kteří hráli v osmi finálových utkání.
Dne 16. prosince 2007, byl u vítězství na MSK 2007 a získal již 26 trofej své kariéry, 13 na mezinárodní scéně. Byl také prvním kapitánem formace ze starého kontinentu, který tuto trofej získal. Dne 16. února 2008 v zápase proti Parmě nastoupil 1 000 utkání jako profesionál,
Dne 24. května 2009 odehrál poslední utkání v kariéře na domácí půdě. Stalo se to proti AS Řím (2:3). Po utkání se Paolo rozloučil všem fanouškům na stadionu. Během závěrečného kolečka kolem hřiště (na stadionu bylo 70 000 diváky, kteří se postavili, aby mu zatleskali, včetně hostujících římských fanoušků) byl Paolo vyzván sektorem organizovaných fanoušků Curva Sud: ti zpívali sbory ve prospěch Baresiho a odhalili některé transparenty vůči hráči v souvislosti s některými úvahami o organizované podpoře. Poslední utkání odehrál 31. května 2009 na hřišti Fiorentiny a oslavil poslední vítězství (2:0) ve své dlouhé kariéře.
Všech 25 sezon strávil v klubu AC Milán a tak se vedení klubu rozhodlo, že jeho číslo 3 nesmí nikdo nosit, kromě jeho synů. Celkem odehrál 902 utkání a vstřelil v nich 33 branek a získal dohromady 26 trofejí.

## Po fotbalové kariéře
Do služeb fotbalového AC Milán se vrátil v létě 2018. Byl jmenován ředitelem pro strategický rozvoj a byl blízkým spolupracovníkem sportovního ředitele Leonarda.
 Po odchodu Leonarda byl v roce 2019 zvolen sportovním ředitelem.

## Hráčská statistika
| Sezóna  | Klub    | Liga    | Liga   | Liga | Ligové poháry | Ligové poháry | Ligové poháry | Kontinentální poháry | Kontinentální poháry | Kontinentální poháry | Celkem | Celkem |
| Sezóna  | Klub    | Soutěž  | Zápasy | Góly | Soutěž        | Zápasy        | Góly          | Soutěž               | Zápasy               | Góly                 | Zápasy | Góly   |
| ------- | ------- | ------- | ------ | ---- | ------------- | ------------- | ------------- | -------------------- | -------------------- | -------------------- | ------ | ------ |
| 1984/85 | Milán   | Serie A | 1      | 0    | IP            | 0             | 0             | -                    | 0                    | 0                    | 1      | 0      |
| 1985/86 | Milán   | Serie A | 27     | 0    | IP            | 6             | 0             | UEFA                 | 6                    | 0                    | 39     | 0      |
| 1986/87 | Milán   | Serie A | 30     | 1    | IP            | 7             | 0             | -                    | 0                    | 0                    | 37     | 1      |
| 1987/88 | Milán   | Serie A | 26     | 2    | IP            | 1             | 0             | UEFA                 | 2                    | 0                    | 29     | 2      |
| 1988/89 | Milán   | Serie A | 26     | 0    | IP+IS         | 7+0           | 0             | PMEZ                 | 7                    | 0                    | 40     | 0      |
| 1989/90 | Milán   | Serie A | 30     | 1    | IP            | 6             | 0             | PMEZ+ES+IP           | 8+2+1                | 0                    | 47     | 1      |
| 1990/91 | Milán   | Serie A | 26     | 4    | IP            | 3             | 0             | PMEZ+ES+IP           | 4+1+1                | 0                    | 35     | 4      |
| 1991/92 | Milán   | Serie A | 31     | 3    | IP            | 7             | 1             | -                    | 0                    | 0                    | 38     | 4      |
| 1992/93 | Milán   | Serie A | 31     | 2    | IP+IS         | 8+1           | 0             | LM                   | 10                   | 1                    | 50     | 3      |
| 1993/94 | Milán   | Serie A | 30     | 1    | IP+IS         | 2+1           | 0             | LM+ES+IP             | 10+2+1               | 1+0+0                | 46     | 2      |
| 1994/95 | Milán   | Serie A | 29     | 2    | IP+IS         | 1+0           | 0             | LM+ES+IP             | 11+1+1               | 0                    | 43     | 2      |
| 1995/96 | Milán   | Serie A | 30     | 3    | IP            | 3             | 0             | UEFA                 | 8                    | 0                    | 41     | 3      |
| 1996/97 | Milán   | Serie A | 26     | 1    | IP+IS         | 3+1           | 0             | LM                   | 6                    | 0                    | 36     | 1      |
| 1997/98 | Milán   | Serie A | 30     | 0    | IP            | 7             | 0             | -                    | 0                    | 0                    | 37     | 0      |
| 1998/99 | Milán   | Serie A | 31     | 1    | IP            | 2             | 0             | -                    | 0                    | 0                    | 33     | 1      |
| 1999/00 | Milán   | Serie A | 27     | 1    | IP+IS         | 4+1           | 0             | LM                   | 6                    | 0                    | 38     | 1      |
| 2000/01 | Milán   | Serie A | 31     | 1    | IP            | 4             | 0             | LM                   | 14                   | 0                    | 49     | 1      |
| 2001/02 | Milán   | Serie A | 15     | 0    | IP            | 0             | 0             | UEFA                 | 4                    | 0                    | 19     | 0      |
| 2002/03 | Milán   | Serie A | 29     | 2    | IP            | 1             | 0             | LM                   | 19*                  | 0*                   | 49     | 2      |
| 2003/04 | Milán   | Serie A | 30     | 0    | IP+IS         | 0+1           | 0             | LM+ES+IP             | 9+1+1                | 0                    | 42     | 0      |
| 2004/05 | Milán   | Serie A | 33     | 0    | IP+IS         | 0+1           | 0             | LM                   | 13                   | 1                    | 47     | 1      |
| 2005/06 | Milán   | Serie A | 14     | 2    | IP            | 0             | 0             | LM                   | 9                    | 0                    | 23     | 2      |
| 2006/07 | Milán   | Serie A | 18     | 1    | IP            | 0             | 0             | LM                   | 9                    | 0                    | 27     | 1      |
| 2007/08 | Milán   | Serie A | 17     | 1    | IP            | 0             | 0             | LM+ES+MSK            | 4+0+2                | 0                    | 23     | 1      |
| 2008/09 | Milán   | Serie A | 30     | 0    | IP            | 0             | 0             | UEFA                 | 2                    | 0                    | 32     | 0      |
| Celkově | Celkově | Celkově | 648    | 29   | -             | 78            | 1             | -                    | 175                  | 3                    | 901    | 33     |

## Reprezentační kariéra
První zkušenosti s reprezentací měl u juniorů které trénoval jeho otec Cesare Maldini 12. listopadu 1986 proti Rakousku (0:0). Do národního týmu dospělých byl poprvé povolán 31. března 1988 na utkání proti Jugoslávii (1:1). Ve stejném roce je v nominaci na ME 1988. Také je v nominaci na domácí MS 1990. Na obou turnajích nevynechá žádné utkání a získává dvě bronzové medaile.
První branku vstřelil do Mexické brány (2:0) 20. ledna 1993. Utkání bylo také jeho první s kapitánskou páskou. Opět se dostal do nominace na MS 1994 konané ve Spojených státech. Je nedílnou součástí týmu který se dostal do finále, kde podlehli Brazílii až na penalty. Další turnaj ME 1996 se Itálii nepovedl a po třech utkání nepřešli přes základní skupinu. Po skončení kariéry Baresiho se Paolo stává novým kapitánem reprezentace. Od roku 1996 trénuje jeho otec Cesare Maldini. Pod vedením svého otce se účastnil svého třetího MS, které se konalo ve Francii. Porážka ve čtvrtfinále s domácí Francii na penalty.
Nový trenér pro ME 2000 je zvolen Dino Zoff. I tento trenér na něj sázel. Na turnaji odehrál opět všechny zápasy včetně finálového proti Francii (1:2) které skončilo díky vstřelení zlatýho gólu. Dne 7. října 2000 odehrál 113 utkání za reprezentaci proti Rumunsku (3:0). Poslední velký turnaj odehrál na MS 2002. Postup do čtvrtfinále jim zhatila Jižní Korea, která vstřelila zlatý gól. Po utkání se rozhodl ukončit reprezentační kariéru. Za reprezentaci odehrál celkem 126 utkání a vstřelil 7 branek.

### Statistika na velkých turnajích
| Reprezentace | Rok     | Zápasy             | Zápasy | Zápasy      | Zápasy           | Zápasy           | Zápasy            |
| Reprezentace | Rok     | Fáze turnaje       | Datum  | Soupeř      | Odehraných minut | Vstřelené branky | Výsledek          |
| ------------ | ------- | ------------------ | ------ | ----------- | ---------------- | ---------------- | ----------------- |
| Itálie       | ME 1988 | 1 zápas ve skupině | 10. 6. | NSR         | 90               | 0                | 1:1               |
| Itálie       | ME 1988 | 2 zápas ve skupině | 14. 6. | Španělsko   | 90               | 0                | 1:0               |
| Itálie       | ME 1988 | 3 zápas ve skupině | 17. 6. | Dánsko      | 90               | 0                | 2:0               |
| Itálie       | ME 1988 | Semifinále         | 22. 6. | SSSR        | 64               | 0                | 0:2               |
| Itálie       | MS 1990 | 1 zápas ve skupině | 9. 6.  | Rakousko    | 90               | 0                | 1:0               |
| Itálie       | MS 1990 | 2 zápas ve skupině | 14. 6. | USA         | 90               | 0                | 1:0               |
| Itálie       | MS 1990 | 3 zápas ve skupině | 19. 6. | ČSSR        | 90               | 0                | 2:0               |
| Itálie       | MS 1990 | Osmifinále         | 25. 6. | Uruguay     | 90               | 0                | 2:0               |
| Itálie       | MS 1990 | Čtvrtfinále        | 30. 6. | Irsko       | 90               | 0                | 1:0               |
| Itálie       | MS 1990 | Semifinále         | 3. 7.  | Argentina   | 120              | 0                | 1:1 (3:4) na pen. |
| Itálie       | MS 1990 | O 3. místo         | 7. 7.  | Anglie      | 90               | 0                | 2:1               |
| Itálie       | MS 1994 | 1 zápas ve skupině | 18. 6. | Irsko       | 90               | 0                | 0:1               |
| Itálie       | MS 1994 | 2 zápas ve skupině | 23. 6. | Norsko      | 90               | 0                | 1:0               |
| Itálie       | MS 1994 | 3 zápas ve skupině | 28. 6. | Mexiko      | 90               | 0                | 1:1               |
| Itálie       | MS 1994 | Osmifinále         | 5. 7.  | Nigérie     | 120              | 0                | 2:1 v prodl.      |
| Itálie       | MS 1994 | Čtvrtfinále        | 9. 7.  | Španělsko   | 90               | 0                | 2:1               |
| Itálie       | MS 1994 | Semifinále         | 13. 7. | Bulharsko   | 90               | 0                | 2:1               |
| Itálie       | MS 1994 | Finále             | 17. 7. | Brazílie    | 120              | 0                | 0:0 (2:3) na pen. |
| Itálie       | ME 1996 | 1 zápas ve skupině | 11. 6. | Rusko       | 90               | 0                | 2:1               |
| Itálie       | ME 1996 | 2 zápas ve skupině | 14. 6. | Česko       | 90               | 0                | 1:2               |
| Itálie       | ME 1996 | 3 zápas ve skupině | 19. 6. | Německo     | 90               | 0                | 0:0               |
| Itálie       | MS 1998 | 1 zápas ve skupině | 11. 6. | Chile       | 90               | 0                | 2:2               |
| Itálie       | MS 1998 | 2 zápas ve skupině | 17. 6. | Kamerun     | 90               | 0                | 3:0               |
| Itálie       | MS 1998 | 3 zápas ve skupině | 23. 6. | Rakousko    | 90               | 0                | 2:1               |
| Itálie       | MS 1998 | Osmifinále         | 27. 6. | Norsko      | 90               | 0                | 1:0               |
| Itálie       | MS 1998 | Čtvrtfinále        | 3. 7.  | Francie     | 120              | 0                | 0:0 (3:4) na pen. |
| Itálie       | ME 2000 | 1 zápas ve skupině | 11. 6. | Turecko     | 90               | 0                | 2:1               |
| Itálie       | ME 2000 | 2 zápas ve skupině | 14. 6. | Belgie      | 90               | 0                | 2:0               |
| Itálie       | ME 2000 | 3 zápas ve skupině | 19. 6. | Švédsko     | 41               | 0                | 2:1               |
| Itálie       | ME 2000 | Čtvrtfinále        | 24. 6. | Rumunsko    | 45               | 0                | 2:0               |
| Itálie       | ME 2000 | Semifinále         | 29. 6. | Nizozemsko  | 120              | 0                | 0:0 (3:1) na pen. |
| Itálie       | ME 2000 | Finále             | 2. 7.  | Francie     | 103              | 0                | 1:2 v (prodl.)    |
| Itálie       | MS 2002 | 1 zápas ve skupině | 3. 6.  | Ekvádor     | 90               | 0                | 2:0               |
| Itálie       | MS 2002 | 2 zápas ve skupině | 8. 6.  | Chorvatsko  | 90               | 0                | 1:2               |
| Itálie       | MS 2002 | 3 zápas ve skupině | 13. 6. | Mexiko      | 90               | 0                | 1:1               |
| Itálie       | MS 2002 | Osmifinále         | 18. 6. | Jižní Korea | 120              | 0                | 1:2 v prodl.      |

### Reprezentační góly
| Gól | Datum        | Stadion                                | Soupeř   | Skóre (min.) | Výsledek | Soutěž                 |
| --- | ------------ | -------------------------------------- | -------- | ------------ | -------- | ---------------------- |
| 010 | 20. 1. 1993  | Stadio Artemio Franchi, Florencie,     | Mexiko   | 02:0 0(80.)  | 2:0      | přátelský zápas        |
| 02  | 24. 3. 1993  | Stadio Renzo Barbera, Palermo,         | Malta    | 05:1 0(72.)  | 6:1      | kvalifikace na MS 1994 |
| 03  | 11. 11. 1995 | Stadio San Nicola, Bari,               | Ukrajina | 03:1 0(53.)  | 3:1      | kvalifikace na ME 1996 |
| 04  | 29. 3. 1997  | Stadio Nereo Rocco, Terst,             | Moldavie | 01:0 0(24.)  | 3:0      | kvalifikace na MS 1998 |
| 05  | 30. 4. 1997  | Stadio Diego Armando Maradona, Neapol, | Polsko   | 02:0 0(38.)  | 3:0      | kvalifikace na MS 1998 |
| 06  | 22. 4. 1998  | Stadio Ennio Tardini, Parma,           | Paraguay | 01:0 0(5.)   | 3:1      | přátelský zápas        |
| 07  | 5. 6. 1999   | Stadio Renato Dall'Ara, Bologna,       | Wales    | 03:0 0(39.)  | 4:0      | kvalifikace na ME 2000 |

## Úspěchy

### Klubové
- 7× vítěz italské ligy (1987/88, 1991/92, 1992/93, 1993/94, 1995/96, 1998/99, 2003/04)
- 1× vítěz italského poháru (2002/03)
- 5× vítěz italského superpoháru (1988, 1992, 1993, 1994, 2004)
- 5× vítěz Ligy mistrů (1988/89, 1989/90, 1993/94, 2002/03, 2006/07)
- 5× vítěz evropského superpoháru (1989, 1990, 1994, 2003, 2007)
- 2× vítěz Interkontinentální pohár (1989, 1990)
- 1× vítěz mistrovství světa klubů (2007)

### Reprezentační
- 4× na MS (1990 – bronz, 1994 – stříbro, 1998, 2002)
- 3× na ME (1988 – bronz, 1996, 2000 – stříbro)
- 2× na ME 21 (1986 – stříbro, 1988)

### Individuální
- 1× Cena Bravo (1989)
- 1× nejlepší hráč podle časopisu World Soccer (1996)
- 1× Nejlepší obránce UEFA (2006/07)
- 1× Nejlepší obránce Ligy (2006/07)
- All Stars Team FIFPro (2005)
- All Stars Team UEFA (2003, 2005)
- All Stars Team ESM (1995, 1996, 2000, 2003)
- All Stars Team MS (1990, 1994)
- All Stars Team ME (1988, 1996, 2000)
- člen síně slávy italského fotbalu (2012)
- kandidát na Zlatý míč – nejlepší tým (1. místo mezi levými obránci)
- člen klubu Golden Foot (2021)

### Vyznamenání
Řád zásluh o Italskou republiku (30. 9. 1991) z podnětu Prezidenta Itálie

 Řád zásluh o Italskou republiku (12. 7. 2000) z podnětu Prezidenta Itálie
- Dne 12. března 2018 byla zařazena pamětní deska s názvem Paolo Maldini na chodník slávy cesty italského sportu na parco olimpico del Foro Italico v Římě, určeno pro italské sportovce za jejich mezinárodní úspěchy.[89]